# سفارت کویت در لندن
سفارت کویت در لندن (به انگلیسی: Embassy of Kuwait) یک سفارت در بریتانیا است که در شهر وست‌مینستر واقع شده‌است.